# Íris Abravanel
Íris Pássaro Abravanel (Rio de Janeiro, 26 de julho de 1948) é uma empresária, jornalista, escritora, autora de telenovelas e showrunner brasileira, é uma autora que escreve e adapta histórias para o público infanto-juvenil, onde cria um universo infantil e escreve sobre os dramas adolescentes. Notória a partir de seu casamento com o empresário e comunicador Silvio Santos, em 20 de fevereiro de 1981, com quem mantinha uma convivência conjugal de 1978 até a morte dele em 2024. Juntos, tiveram quatro filhas: Daniela, Patrícia, Rebeca e Renata. É a proprietária da empresa Sister's in Law, diretora da empresa de cosméticos Jequiti, linha de produtos do Grupo Silvio Santos. Reconhecida por adaptar para novos públicos famosas obras infanto-juvenis como, Carrossel, Chiquititas, Cúmplices de um Resgate e As Aventuras de Poliana.

## Vida pessoal
Descendente patrilinear de italianos, Iniciou um relacionamento amoroso com Silvio Santos em 1974, viúvo, à epoca, há pouco tempo de sua primeira esposa, Maria Aparecida Vieira, conhecida como Cidinha, que morrera em 1977. Íris e Sílvio conheceram-se em uma praia. Boatos dizem que eles se conheceram no elevador, quando ela ainda era funcionária do Baú da Felicidade, mas de acordo com a própria, que estava sendo entrevistada no De Frente com Gabi, isso não passou de invenção. Segundo ela, sua família era contra o relacionamento, já que o apresentador era divorciado, dezoito anos mais velho, pai de duas filhas e famoso. Eles oficializaram a união conjugal em 1981, quando já tinham três filhas pequenas. Em 1992, devido aos ciúmes excessivos de Sílvio, o casal passou por uma separação que durou um ano, mas decidiram reatar a união.

## Carreira
Segundo ela, a carreira de autora veio em 2007, após Silvio comentar a dificuldade de conseguir bons índices de audiência. Quando cronista da revista Contigo!, Walcyr Carrasco dizia que os dois deveriam fazer uma novela juntos.
| “ | Ela se expressava de uma maneira muito boa [e] Até a aconselhei a escrever Romances | ” |

Em 2008, aproveitando que o SBT decidiu relançar seu núcleo de teledramaturgia, Íris se lançou como autora de telenovelas, tendo por supervisor de seu texto o autor Yves Dumont. Sua primeira novela se chamou Revelação, exibida em 163 capítulos, e só foi levada ao ar após o término integral de sua gravação.
Em 2009, foi levado ao ar Vende-se um Véu de Noiva exibida em 177 capítulos, Íris retorna à roteirização, desta vez adaptando os textos radiofônicos de Janete Clair, cujos direitos foram comprados pelo SBT. Desta vez, a direção da obra está nas mãos do conhecido diretor Del Rangel.
Em 2010 escreveu a telenovela Corações Feridos, que tinha como estreia em novembro do mesmo ano e que teve sua apresentação dois anos depois no ano de 2012, em 93 capítulos, sendo esta a última telenovela com temática adulta escrita pela autora e também exibida pelo SBT até então.
Em 21 de maio de 2012, Íris estreou sua quarta novela, uma reprodução da novela Carrossel, que acabou em 26 de julho de 2013, sendo substituída por outro remake, de Chiquititas, que foi exibida pela última vez em 14 de agosto de 2015. Foi substituída pelo remake de Cúmplices de um Resgate, que foi exibida pela última vez em 13 de dezembro de 2016. Foi substituída pelo remake de Carinha de Anjo, que foi exibida pela última vez em 6 de junho de 2018. Foi substituída por As Aventuras de Poliana, que foi exibida pela última vez em 13 de julho de 2020. Foi substituída por Poliana Moça que foi exibida pela última vez em 24 de maio de 2023. Foi substituída por A Infância de Romeu e Julieta que foi exibida pela última vez em 19 de agosto de 2024. Esta foi substituída por A Caverna Encantada, que está no ar desde 29 de julho de 2024.
Mas de todas essas novelas, ela somente não escreveu Carinha de Anjo, que foi Escrita por Leonor Corrêa.

## Obras

### Televisão
| Ano        | Título                         | Escalação            | Parceiros titulares | Emissora                 |
| ---------- | ------------------------------ | -------------------- | --- | ------------------------ |
| 2008-2009  | Revelação                      | Autora principal     | Thereza Di Giacomo e Yves Dumont | SBT                      |
| 2009-2010  | Vende-se um Véu de Noiva       | Autora (adaptação)   | Janete Clair, Yoya Wursch e Jaqueline Vargas                                                                                             | SBT                      |
| 2012       | Corações Feridos               | Autora (adaptação)   | Caridad Bravo Adams, Nora Aleman e Rita Valente                                                                                          | SBT                      |
| 2012-2013  | Carrossel                      | Autora (adaptação)   | Abel Santa Cruz, Lei Quintana, Valéria Phillips e Rita Valente                                                                           | SBT                      |
| 2013-2015  | Chiquititas                    | Autora (adaptação)   | Gustavo Barrios, Patricia Maldonado, Rita Valente e Lucas da Silva                                                                       | SBT                      |
| 2014-2015  | Patrulha Salvadora             | Autora (adaptação)   | Abel Santa Cruz, Lei Quintana, Lucas Silva e Valéria Phillips                                                                            | SBT                      |
| 2015-2016  | Cúmplices de um Resgate        | Autora (adaptação)   | Ángel Martinez Ibarra, Maria Gabriela Motijo, Consuelo Garrido Romero, Luz de Lourdes Ordoñez, Maria del Socorro Gonzalez e Rita Valente | SBT                      |
| 2016- 2018 | Carinha de Anjo                | Supervisora de Texto | Leonor Corrêa | SBT                      |
| 2018-2020  | As Aventuras de Poliana        | Autora (adaptação)   | Eleanor H. Porter e Rita Valente | SBT                      |
| 2021       | A Fantástica Máquina de Sonhos | Autora (adaptação)   | Ricardo Mantoanelli Gustavo Braga | TV ZYN, SBT Vídeos e SBT |
| 2022-2023  | Poliana Moça                   | Autora (adaptação)   | Eleanor H. Porter | SBT                      |
| 2023-2024  | A Infância de Romeu e Julieta  | Autora (adaptação)   | William Shakespeare | SBT e Prime Video        |
| 2024-2025  | A Caverna Encantada            | Autora (adaptação)   | Frances Hodgson Burnett | SBT e Disney+            |